# Estación de Desamparados
La Estación de Desamparados es una antigua estación de trenes en Lima, Perú. Se encuentra en la margen izquierda del río Rímac, en el jirón Ancash, al lado del Palacio de Gobierno. El edificio actual es de estilo académico francés y fue construido sobre la edificación antigua de la estación del Ferrocarril Central de Callao a Cerro de Pasco. Su nombre se debe al Templo y Convento de Nuestra Señora de los Desamparados, un templo jesuita del siglo XVII situado junto a la estación, demolido en 1937. Actualmente es la sede de la Casa de la Literatura Peruana.
Con el gobierno de las Fuerzas Armadas (1968 – 1980), el total de la propiedad de la Peruvian Corporation pasó a ser administrada por la Empresa Nacional de Ferrocarriles del Perú (ENAFER-Perú). El servicio de tren se ofreció hasta la liquidación de ENAFER como parte de la política privatizadora del Estado en la década de los 90. En 1999, la estación fue transferida al Ministerio de Transportes. El espacio quedaría varios años sin ser utilizado. En 2003, mediante un convenio, se estableció el Centro Cultural Educativo Estación Desamparados. El 24 de abril de 2008, se emitió el Decreto Supremo 007-2008, a través del cual se creó la Casa de la Literatura Peruana en la emblemática estación.

## Arquitectura

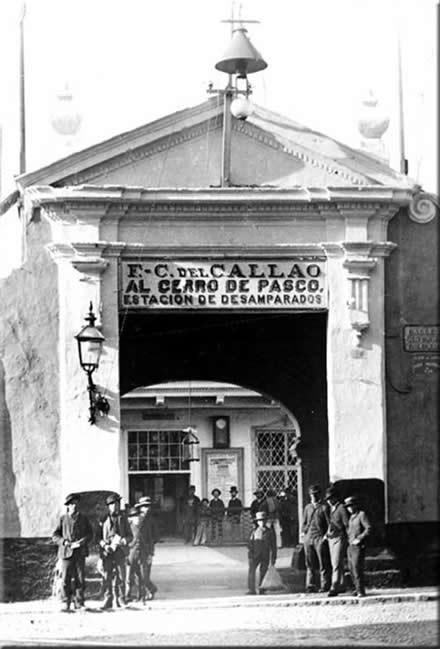
Estación de Desamparados en 1880.

El edificio fue diseñado como estación principal de Lima, terminal de pasajeros y oficinas del Ferrocarril Central. Fue la primera obra pública proyectada por el arquitecto peruano Rafael Marquina y se terminó de construir en 1912. En su construcción, adoptó métodos y materiales modernos como el concreto armado con estructuras de hierro y los telares de malla metálica. 
Está dividido en tres niveles. La elevación principal es simétrica y está compuesta de cinco cuerpos verticales divididos por cuatro pilastras de orden gigante. En su fachada se destacan sus grandes pilastras dóricas pareadas. Otros elementos empleados en la fachada con el almohadillado, plintos, órdenes gigantes, entablamentos partidos, balaustres ininterrumpidos, etc. Estos son de carácter ecléctico y tienen una composición académica. En la parte superior de la fachada hay un reloj monumental con sus esculturas y cornisa curva, que funcionan como elementos estilísticos neobarrocos.
Su interior se caracteriza por un atrio central que va desde el subuelo (donde se encontraba el acceso a los andenes) hasta el segundo piso. El atrio está rodeado por tres peristilos y cubierto por un gran vitral de estilo Art Nouveau y la escalera principal.